# بخش نیبوک
بخش نیبوک (به لاتین: Nibok District) یک بخش در نائورو است. بخش نیبوک ۱٫۶ کیلومتر مربع مساحت و ۴۸۴ نفر جمعیت دارد و ۲۰ متر بالاتر از سطح دریا واقع شده‌است.